# Нафтиди
Нафтиди (рос. нафтиды, англ. naphtides; нім. Naphthide n pl) – група природних бітумів, що включає нафту, гази природні горючі, газоконденсати, а також природні похідні нафти: мальти, асфальти, асфальтити, оксикерити, гумінокерити, керити, антраксоліти, озокерити тощо. 
Межі між переліченими класами Н. визначаються фіз.-хім. показниками. 